# Castrojeriz
Castrojeriz – gmina w Hiszpanii, w prowincji Burgos, w Kastylii i León, o powierzchni 136,07 km². W 2011 roku gmina liczyła 849 mieszkańców.